# Stazione di Chiuduno
Stazione di Chiuduno vasútállomás Olaszországban, Lombardia régióban, Chiuduno településen.

## Vasútvonalak
Az állomást az alábbi vasútvonalak érintik:
- Lecco–Brescia-vasútvonal

## Kapcsolódó állomások
A vasútállomáshoz az alábbi állomások vannak a legközelebb:
- Stazione di Montello-Gorlago
- Stazione di Grumello del Monte